# Pseudantechinus
Pseudantechinus es un género de marsupiales dasiuromorfos de la familia Dasyuridae conocidos vulgarmente como falsos antequinos. Incluye seis especies, todas endémicas de Australia.

## Características
Son animales pequeños, parecidos a un ratón, de color grisáceo. Su masa corporal oscila entre los 20 y los 45 g. La longitud del cuerpo no suele superar los 10 cm, mientras que la cola oscila entre 7 y 8.

## Dieta
Su dieta está basada principalmente en insectos y otros invertebrados.

## Reproducción
Tanto las hembras de díbler septentrional (Pseudantechinus bilarni) como las del falso antequino coligrueso (Pseudantechinus macdonnellensis) son monoéstricas, siendo más numerosas normalmente las camadas de la segunda especie. El apareamiento suele tener lugar en las primeras semanas del invierno, alumbrando las nuevas crías entre uno y dos meses más tarde.

## Estado de conservación
Con excepción del falso antequino de Alexandria (Pseudantechinus mimulus) que está catalogado como vulnerable (VU), las especies del género adquieren un carácter menos preocupante (LR/lc) en la clasificación de la UICN.